# ديزج بزرغ
ديزج‌ بزرغ هي قرية في مقاطعة نقدة، إيران. يقدر عدد سكانها بـ 687 نسمة بحسب إحصاء 2016.